# Paul-Gilbert Langevin
Paul-Gilbert Langevin (Boulogne-Billancourt, 5 de julho de 1933 – Paris, 4 de julho de 1986) foi um musicólogo francês que escreveu vários livros sobre música clássica do século XIX.
Filho dos físicos Paul Langevin e Éliane Montel. Trabalhou como professor de física na Universidade de Paris e depois na Universidade Pierre e Marie Curie. Mais tarde decidiu dedicar-se ao estudo da musicologia. Em 1957 fundou a associação francesa "Anton Bruckner" e a revista "L'Harmonie du monde".
Escreveu livros e artigos sobre música clássica do século XIX, especialmente a música de Anton Bruckner, Franz Schubert, Guillaume Lekeu, Albéric Magnard, Guy Ropartz e Charles Koechlin. Ele também trabalhou como crítico musical para jornais como "Le Monde de la musique".
Langevin, que sofria de câncer renal, faleceu em 4 de julho de 1986, um dia antes de completar 53 anos.